# Polydamas de Scotoussa
Pour les articles homonymes, voir Polydamas.
Polydamas de Skotoussa (grec ancien : Πολυδάμας ὁ Σκοτουσσαῖος), l'un des plus célèbres athlètes grecs de l'Antiquité, est un athlète thessalien vainqueur lors des jeux de la 93e Olympiade (Ve siècle av. J.-C.).

## Entre vie et légende
Originaire de Skotoussa, Polydamas est champion des Jeux olympiques de pancrace en -408. Cet athlète jouit d’une grande renommée et ses exploits furent souvent comparés à ceux d'Héraclès, dont il est l'émule : Il affronte notamment un lion à mains nues au pied du mont Olympe. Il est invité à Suse par Darius II où il provoque trois Immortels (Mélophores) perses qu'il finit par tuer. Il est également célèbre pour avoir réussi à arracher le sabot d'un taureau qu'il avait saisi d'une main et qu'il n'avait pas lâché ou encore pour avoir intercepté un cocher et son char lancé à toute vitesse, ainsi que pour être un combattant très doué. Il mesurait vraisemblablement près de deux mètres. Il mourut enseveli sous la roche d'une grotte qu'il visitait avec des amis, en voulant la soutenir. Ses amis furent sauvés, Polydamas resta coincé.

## Sources
- Pausanias, Description de la Grèce [détail des éditions] [lire en ligne] : VI (5.5.)
- Platon, La République [détail des éditions] [lire en ligne] : Livre I (338c)
- Bibliothèque historique de Diodore de Sicile (IX (14.2)

## Liens Externes
- (en) Athletes' Stories-Perseus.Tufts.Edu
- (en) Ancient Library